# Grand Prix automobile d'Afrique du Sud 1978
Résultats du Grand Prix d'Afrique du Sud de Formule 1 1978 qui a eu lieu sur le circuit de Kyalami le 4 mars 1978.

## Classement
| Pos  | N° | Pilote                | Écurie             | Tours | Temps/Abandon       | Grille | Points |
| ---- | -- | --------------------- | ------------------ | ----- | ------------------- | ------ | ------ |
| 1    | 6  | Ronnie Peterson       | Lotus-Ford         | 78    | 1 h 42 min 15 s 767 | 12     | 9      |
| 2    | 4  | Patrick Depailler     | Tyrrell-Ford       | 78    | +0 s 466            | 11     | 6      |
| 3    | 2  | John Watson           | Brabham-Alfa Romeo | 78    | +4 s 442            | 10     | 4      |
| 4    | 27 | Alan Jones            | Williams-Ford      | 78    | +30 s 986           | 18     | 3      |
| 5    | 26 | Jacques Laffite       | Ligier-Matra       | 78    | +1 min 9 s 218      | 13     | 2      |
| 6    | 3  | Didier Pironi         | Tyrrell-Ford       | 77    | +1 tour             | 14     | 1      |
| 7    | 5  | Mario Andretti        | Lotus-Ford         | 77    | +1 tour             | 2      |        |
| 8    | 10 | Jean-Pierre Jarier    | ATS-Ford           | 77    | +1 tour             | 17     |        |
| 9    | 36 | Rolf Stommelen        | Arrows-Ford        | 77    | +1 tour             | 22     |        |
| 10   | 25 | Héctor Rebaque        | Lotus-Ford         | 77    | +1 tour             | 21     |        |
| 11   | 30 | Brett Lunger          | McLaren-Ford       | 76    | +2 tours            | 20     |        |
| 12   | 19 | Vittorio Brambilla    | Surtees-Ford       | 76    | +2 tours            | 19     |        |
| Abd. | 35 | Riccardo Patrese      | Arrows-Ford        | 63    | Moteur              | 7      |        |
| Abd. | 20 | Jody Scheckter        | Wolf-Ford          | 59    | Sortie de piste     | 5      |        |
| Abd. | 8  | Patrick Tambay        | McLaren-Ford       | 56    | Accident            | 4      |        |
| Abd. | 12 | Gilles Villeneuve     | Ferrari            | 55    | Fuite d'huile       | 8      |        |
| Abd. | 11 | Carlos Reutemann      | Ferrari            | 55    | Sortie de piste     | 9      |        |
| Abd. | 1  | Niki Lauda            | Brabham-Alfa Romeo | 52    | Moteur              | 1      |        |
| Abd. | 18 | Rupert Keegan         | Surtees-Ford       | 52    | Moteur              | 23     |        |
| Abd. | 9  | Jochen Mass           | ATS-Ford           | 43    | Moteur              | 15     |        |
| Abd. | 37 | Arturo Merzario       | Merzario-Ford      | 39    | Suspension          | 26     |        |
| Abd. | 15 | Jean-Pierre Jabouille | Renault            | 38    | Moteur              | 6      |        |
| Abd. | 32 | Keke Rosberg          | Theodore-Ford      | 15    | Embrayage           | 24     |        |
| Abd. | 14 | Emerson Fittipaldi    | Fittipaldi-Ford    | 9     | Transmission        | 16     |        |
| Abd. | 24 | Eddie Cheever         | Hesketh-Ford       | 8     | Fuite d'huile       | 25     |        |
| Abd. | 7  | James Hunt            | McLaren-Ford       | 5     | Moteur              | 3      |        |
| Nq.  | 31 | René Arnoux           | Martini-Ford       |       | Non qualifié        |        |        |
| Nq.  | 17 | Clay Regazzoni        | Shadow-Ford        |       | Non qualifié        |        |        |
| Nq.  | 23 | Lamberto Leoni        | Ensign-Ford        |       | Non qualifié        |        |        |
| Nq.  | 16 | Hans-Joachim Stuck    | Shadow-Ford        |       | Non qualifié        |        |        |

Légende :
- Abd.=Abandon - Nq=Non qualifié

## Pole position et record du tour
- Pole position : Niki Lauda en 1 min 14 s 65 (vitesse moyenne : 197,916 km/h).
- Meilleur tour en course : Mario Andretti en 1 min 17 s 09 au 2e tour (vitesse moyenne : 191,651 km/h).

## Tours en tête
- Mario Andretti : 20 (1-20)
- Jody Scheckter : 6 (21-26)
- Riccardo Patrese : 37 (27-63)
- Patrick Depailler : 14 (64-77)
- Ronnie Peterson : 1 (78)

## À noter
- 9e victoire pour Ronnie Peterson.
- 65e victoire pour Lotus en tant que constructeur.
- 110e victoire pour le moteur Cosworth.
- 1re participation en Grand Prix pour René Arnoux (Martini-Ford) qui ne parvient pas à se qualifier pour la course.
- 1er départ en Grand Prix pour Eddie Cheever.